# La Costa de Baix
La Costa de Baix és un mas a un quilòmetre de Maçanet de Cabrenys (l'Alt Empordà) catalogat a l'Inventari del Patrimoni Arquitectònic de Catalunya.
L'edifici és de planta rectangular format per dos cossos orientats a migdia. El cos de ponent, de planta baixa i un pis, està compost per dues crugies perpendiculars a la façana principal. Les voltes de les cobertes són de pedruscall i cairats. El cos de llevant, de planta baixa i dos pisos, té tres crugies paral·leles a la façana, cobertes per voltes de pedruscall. L'accés a la planta pis és exterior i es realitza a través d'una escala que també serveix per comunicar a una eixida que hi ha damunt d'un porxo. Les parets són de pedra desbastada i les obertures estan emmarcades amb pedres ben tallades, algunes de les quals mostraven l'escut de la família que construí el mas. Un altre element decoratiu el constituïren les pintures que hi ha en el ràfec i en les quals hom descobreix les figures d'ocells. La coberta, suportada per cairats de fusta és a dues aigües.